# Pseudomyrmecinae
Pseudomyrmecinae es una subfamilia de la familia Formicidae (hormigas), es un pequeño grupo que contiene solamente tres géneros especializados en árboles tropicales.

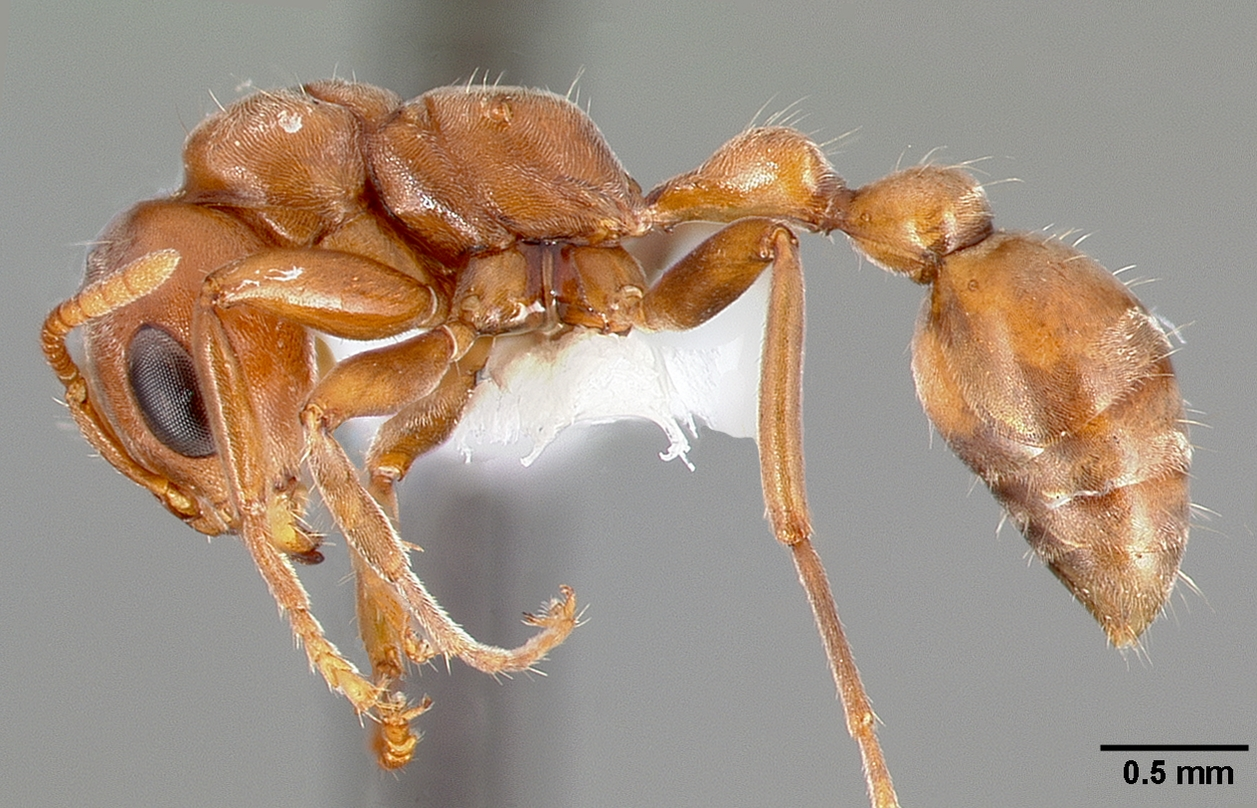
Pseudomyrmex spinicola

## Descripción
Es un grupo de hormigas especializados en la madera. Son delgadas con aspecto de avispas. Tienen ojos grandes. Viven en una relación simbiótica con plantas mirmecófitas, por ejemplo del género Acacia (Acacia collinsii), Triplaris (Polygonaceae) y otros.

## Géneros
- Myrcidris
- Pseudomyrmex
- Tetraponera